# 尼古拉耶夫战役
尼古拉耶夫战役是2022年俄罗斯入侵乌克兰期间的一次攻势。其目的是为了占领乌克兰南部城市尼古拉耶夫。

## 攻势
此次攻势是赫尔松攻势的延续，俄罗斯军队在赫尔松攻势后成功控制赫尔松及其周边地区以及第聂伯河的渡口，得以渡过第聂伯河。
2022年2月24及25日，俄国军机试图轰炸尼古拉耶夫，但被当地防空设施击退。据报道，俄罗斯军队炮击了库尔巴金空军基地。